# راژانگ
راژانگ (به صربی: Ražanj) یک شهرستان در صربستان است که در صربستان جنوبی و شرقی واقع شده‌است. راژانگ ۲۶۴ متر بالاتر از سطح دریا واقع شده‌است.